# 台中市公車354路
台中市公車354路目前行駛自東海路思義教堂至經貿黎明路口，由統聯客運營運。

## 歷史
- 2014年7月28日：配合BRT藍線通車，與藍線BRT重疊率較高的11條公車配合調整路線，其中7條改名為藍線BRT接駁公車。106路「台中車站－台中區監理所」改為藍9路，路線調整為「僑光科技大學－台中區監理所」。
- 2015年7月8日：配合優化公車專用道上路，藍9路恢復原106路（台中火車站－台中監理所）路段，並改號為323路。原台中榮總－僑光科技大學之區間改為354路。
- 2016年4月30路：由四方客運接駛，路線駛入東海大學校園，路線調整為「東海路思義教堂－僑光科技大學」。[1]
  - 原「臺中榮總（臺灣大道）」、「東大附中」、「玉門臺灣大道口」撤站。
  - 新增「瑞聯天地（福科路）」、「瑞聯天地（東大路）」、「臺中榮總（東大路）」、「東海路思義教堂」。
- 2017年3月1日：路線繞駛宜寧高中，新增「宜寧中學（東大路）」、「國安國小」站。
- 2023年10月17日：因四方客運勞資糾紛，即日起該線由中台灣客運與統聯客運代駛。
- 2024年3月18日：由統聯客運接駛，並調整行駛路線，起訖點由「東海路思義教堂－文修停車場」改為「東海路思義教堂－經貿黎明路口」。[2]
  - 增設站位：「福科國中（福林路）」、「黎明福星北路口」、「黎明僑大三街口」、「黎明僑大六路口」、「黎明凱旋路口」、「黎明中科路口」、「黎明經貿路口」(單向)、「經貿黎明路口」。
  - 裁撤佔位：「國安國小」、「宜寧中學（東大路）」、「國安二國祥街口」、「麗景天地」、「宏台別墅」、「西苑高中」、「福星光明路口」、「文修停車場」、「集福堂」。

## 路線基本資料
全程行車里程數約10.2公里，行車時間約32分鐘。往經貿黎明路口31站，往東海路思義教堂30站。
本路線自東海大學路思義教堂起，沿約農路、東大路一段、福科路、玉門路、國安一路、福林路、福科路、黎明路三段、青海路二段、逢甲路、福星路、福星北路、黎明路三段、經貿路二段至經貿黎明路口。

### 時刻表
- 時刻表僅供參考，請以統聯客運網站公告為準。

| 台中市公車354路平日/假日時刻列表 | 台中市公車354路平日/假日時刻列表 | 台中市公車354路平日/假日時刻列表 | 台中市公車354路平日/假日時刻列表 |
| -------------------------------- | -------------------------------- | -------------------------------- | -------------------------------- |
| 東海路思義教堂開時刻             | 東海路思義教堂開備註             | 經貿黎明路口開時刻               | 經貿黎明路口開備註               |
| 06:50                            | -                                | 06:10                            | -                                |
| 08:50                            | -                                | 07:50                            | -                                |
| 10:30                            | -                                | 09:40                            | -                                |
| 12:40                            | -                                | 11:20                            | -                                |
| 14:30                            | -                                | 13:40                            | -                                |
| 16:10                            | -                                | 15:20                            | -                                |
| 18:10                            | -                                | 17:05                            | -                                |

### 停站
- 參見右側路線圖。[3]

### 圖片

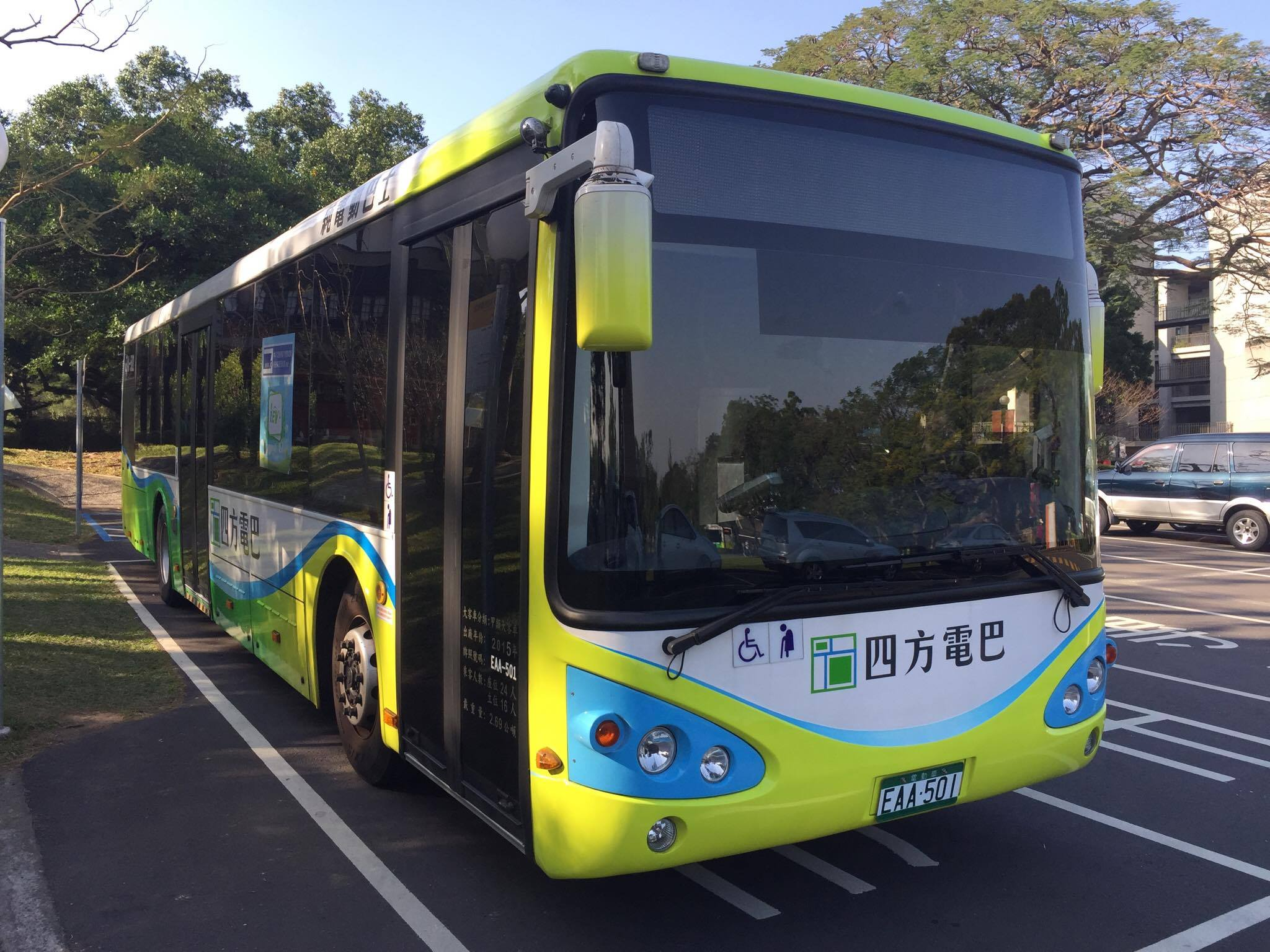
停放在路思義教堂前待發車的EAA-501

### 收費
- 依里程計費；台中市民刷電子票證享10公里免費。